# Orohena-hegy
Az Orohena-hegy a Társaság-szigetek legmagasabb pontja, amely Tahiti szigetén helyezkedik el, a Csendes-óceán déli részén. 2241 méteres tengerszint feletti magasságával Francia Polinézia legmagasabb csúcsa. Az Orohena-hegy egy kialudt vulkán.

## Fordítás
- Ez a szócikk részben vagy egészben  a   Mont Orohena című angol Wikipédia-szócikk ezen változatának fordításán alapul.  Az eredeti cikk szerkesztőit annak laptörténete sorolja fel. Ez a jelzés csupán a megfogalmazás eredetét és a szerzői jogokat jelzi, nem szolgál a cikkben szereplő információk forrásmegjelöléseként.